# Strumigenys manga

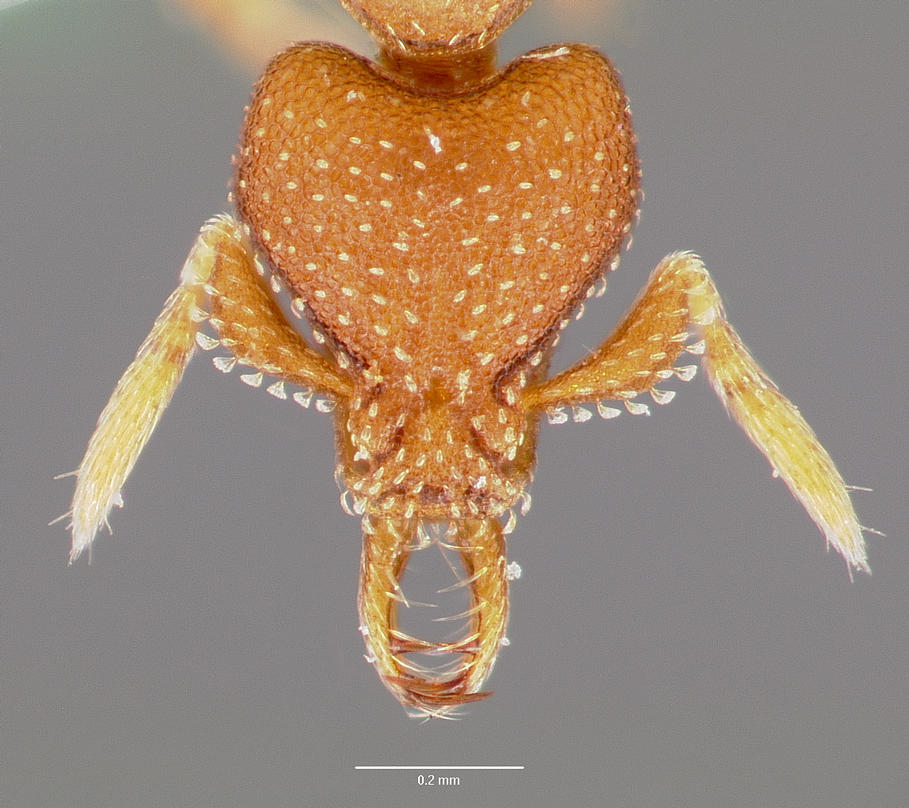
Голова с сомкнутыми жвалами

Strumigenys manga (лат.) — вид мелких земляных муравьёв из подсемейства Myrmicinae.

## Распространение
Мадагаскар.

## Описание
Мелкие скрытные муравьи (длина в около 2,5 мм) с сердцевидной головой, расширенной кзади. Грудь сверху с выемкой посередине. Плечевые углы пронотума и мезонотум с отстоящими волосками. Голова покрыта расширенными волосками ложковидно-округлой формы; спинная поверхность петиоля, постпетиоля и брюшка с булавовидными отстоящими волосками. Апикальная вилка жвал из 2 зубцов, рядом расположены два преапикальных зубца (длина головы HL 0,56—0,57 мм, ширина головы HW 0,49—0,52 мм, мандибулярный индекс MI 39—40). Усики 6-члениковые. Головной дорзум с 4 отстоящими волосками, расположенными в поперечном ряду около затылочного края. 
Включён в видовую группу S. arnoldi-group вместе с близким видом Strumigenys heliani (триба Dacetini).
Основная окраска коричневая. Мандибулы длинные, узкие (с несколькими зубцами). Глаза расположены внутри усиковых желобков-бороздок, вентро-латеральные. Нижнечелюстные щупики 1-члениковые, нижнегубные щупики состоят из 1 сегмента (формула 1,1). Стебелёк между грудкой и брюшком состоит из двух члеников: петиолюса и постпетиолюса (последний четко отделен от брюшка), жало развито, куколки голые (без кокона). Специализированные охотники на коллембол. Вид был впервые описан в 2000 году американским мирмекологом Брайаном Фишером (Brian L. Fisher, Department of Entomology, California Academy of Sciences, Сан-Франциско, Калифорния, США).

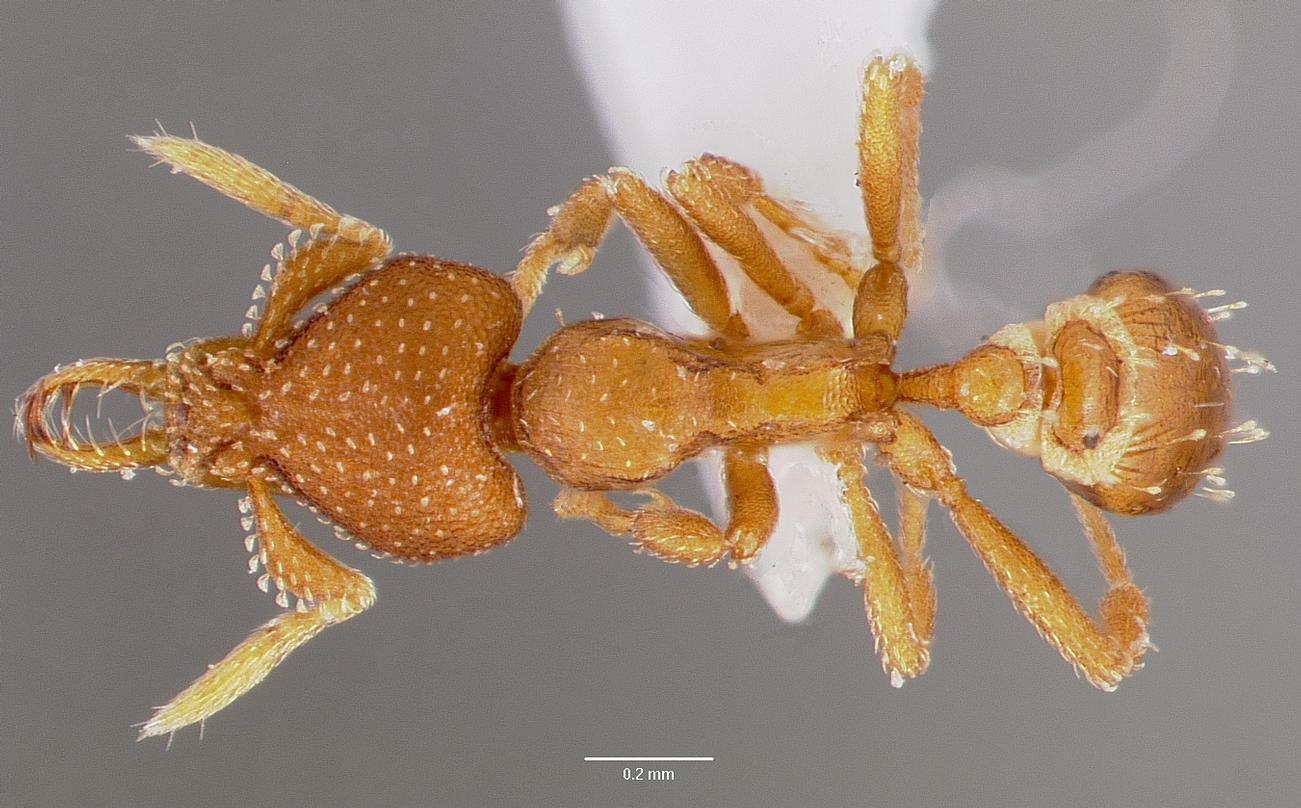
Вид сверху (рабочий)
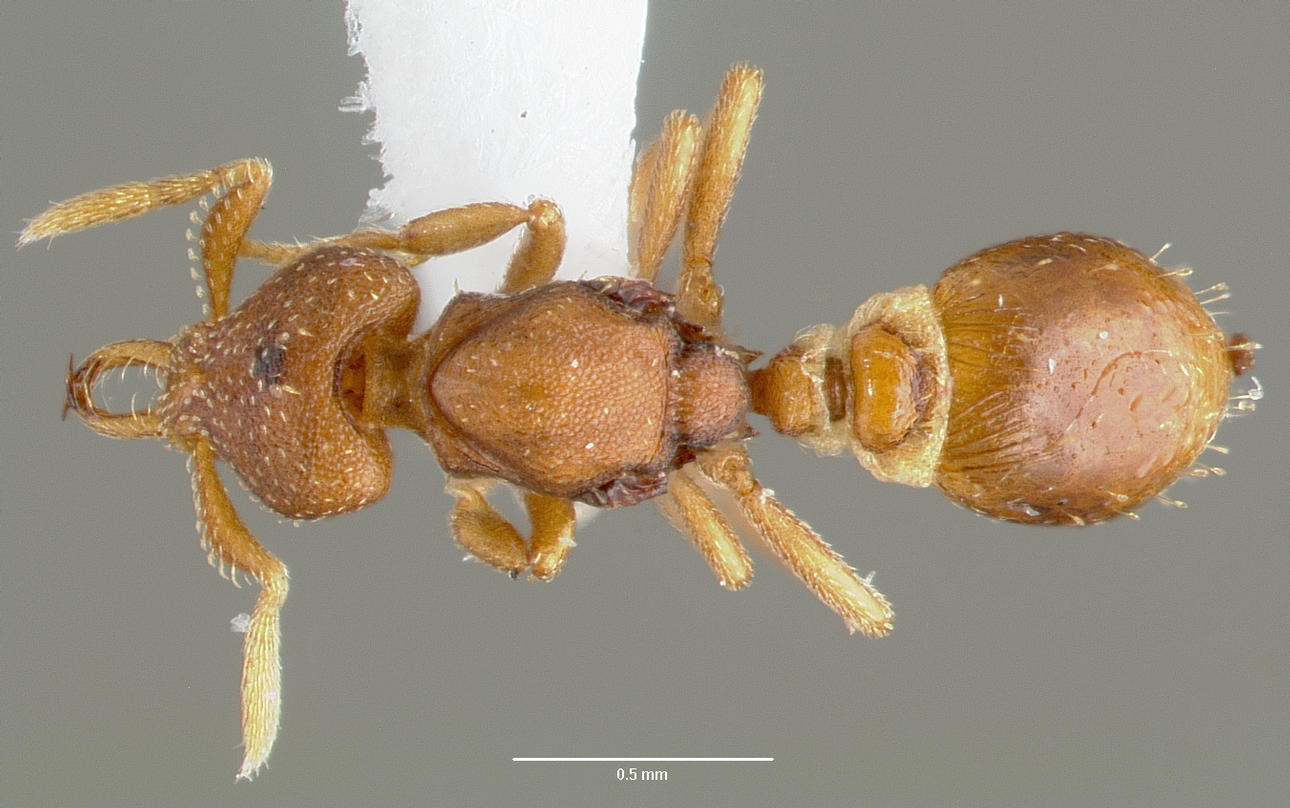
Вид сверху (самка)